# Janvier 1814

## Événements
- 1er janvier :

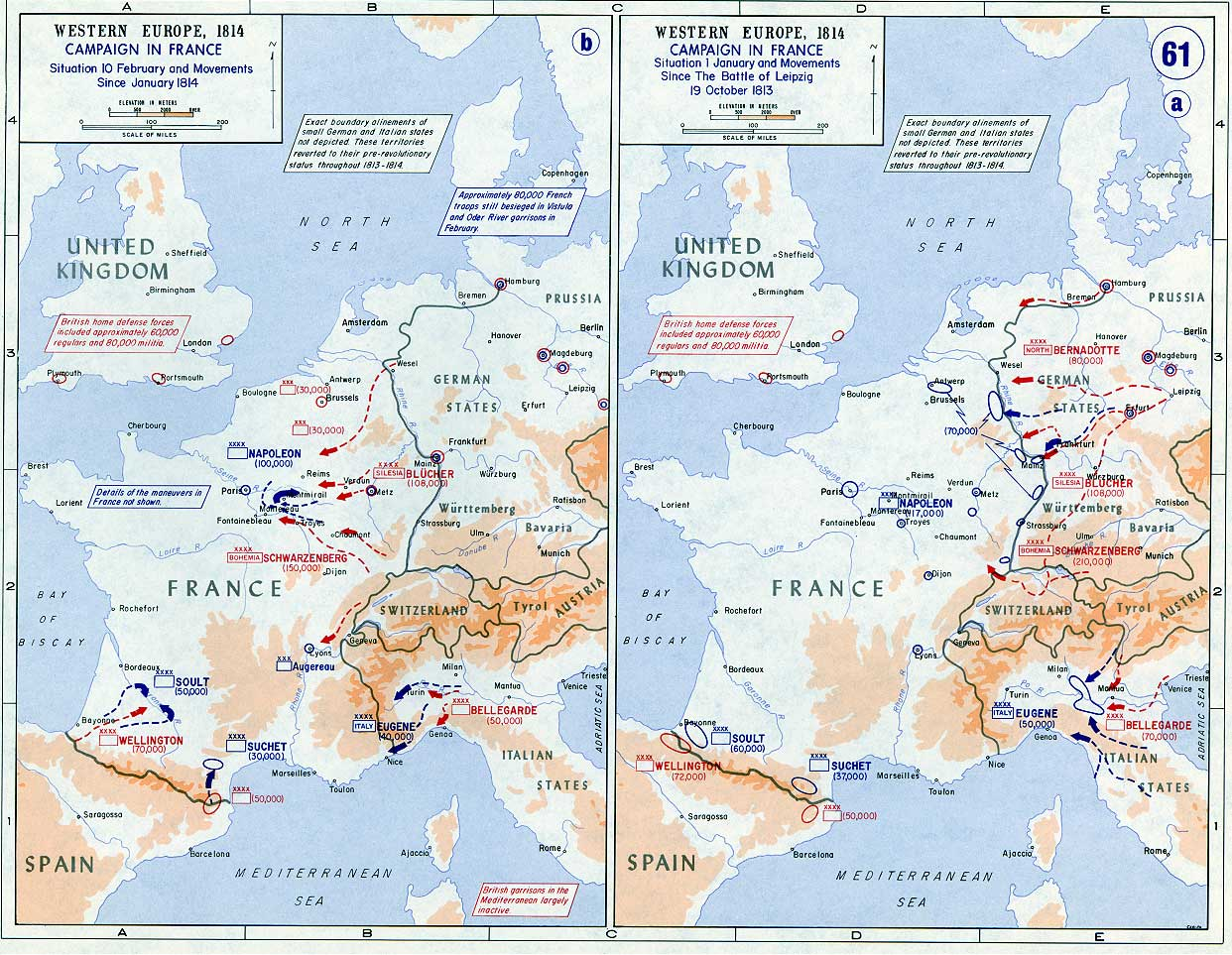
Campagne de France : situation stratégique en 1814

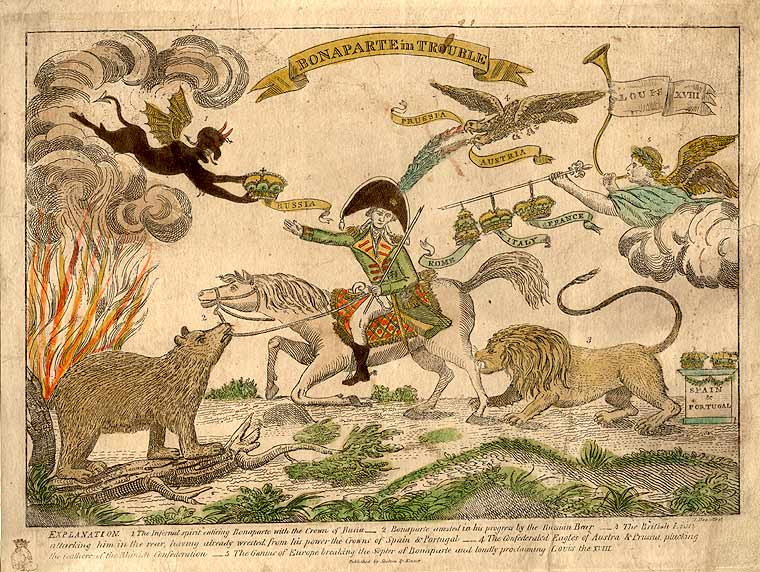
Bonaparte in Trouble, Amos Doolittle, publié en 1814 par Shelton & Kensett

  - Chine : l’armée de Pékin reprend Huaxian, au nord du Henan, dernier bastion de la secte de la Raison céleste[1]. L’ordre est ramené au prix d’un véritable massacre.
  - Proclamation du comte de Provence (le futur Louis XVIII) invitant ses sujets français à bien accueillir les envahisseurs alliés.

- 3 janvier : début du siège de Metz ; les forces coalisées lèvent le siège le 10 avril, sans prendre la ville.

- 5 janvier, guerre d'indépendance du Mexique : victoire royaliste à la bataille de Puruarán[2].

- 6 et 11 janvier, Italie : Murat, pour conserver le trône de Naples, signe une convention d’armistice avec le Royaume-Uni et s’allie à l’Autriche[3]. Il évitera pendant la campagne de 1814 à se heurter de front au camp français et à Eugène de Beauharnais.

- 14 janvier : traité de paix de Kiel par lequel le Danemark reconnaît que la Norvège revient à la Suède et reçoit en échange la Poméranie suédoise. Il conserve l’Islande, les Féroé et le Groenland. Le Royaume-Uni obtient Heligoland. Conquête de la Norvège par la Suède.

- 15 janvier, guerre d'indépendance de la Colombie : victoire des patriotes des Provinces-Unies de Nouvelle-Grenade à la bataille de Calibío[4].

- 17 janvier : défection de Murat.

- 22 janvier - 24 janvier, Guerre Creek (États-Unis) : bataille d'Emuckfaw et d'Enotachopo : face à 400 à 500 Bâtons-Rouges, 400 Américains, sous les ordres d'Andrew Jackson, arrivent à joindre les forces de Géorgie.

- 23 janvier, France : régence confiée à l'Impératrice.

- 25 janvier : début de la campagne de France. La France est envahie. Napoléon prend le commandement de l'armée[5].

- 27 janvier, Guerre Creek : dans le Comté de Macon (Alabama), 1200 volontaires, une compagnie de cavalerie et 400 Yuchis repoussent une attaque des Bâtons-Rouges et pour ne pas avoir de pertes, ils retraitent vers la rivière Chattahoochee.

- 29 janvier : victoire française contre Blücher à la bataille de Brienne[5].

## Naissances
- 13 janvier : William Blundell Spence, artiste, musicien et peintre britannique († 23 janvier 1900).
- 15 janvier :
  - Pierre-Jules Hetzel, éditeur français († 17 mars 1891).
  - Ludwig Schläfli (mort en 1895), mathématicien suisse.
- 17 janvier : 
  - Hippolyte Lucas, entomologiste français († 1899).
  - Heinrich Neumann : psychiatre légal allemand († 1884).
- 23 janvier : Alexander Cunningham (mort en 1893), archéologue et ingénieur militaire britannique.
- 24 janvier :
  - Pierre-Frédéric Dorian, industriel et homme politique français († 1873).
  - John William Colenso (mort en 1883), évêque anglican de la province du Natal, mathématicien, théologien et réformateur social.
- 27 janvier : Eugène Viollet-le-Duc, architecte, ingénieur et écrivain français († 1879).
- 31 janvier : Andrew Ramsay, géologue britannique († 1891).

## Décès
- 14 janvier : Abbé Charles Bossut (né en 1730), géomètre français, membre de l'Académie des sciences.

- 21 janvier : Jacques-Henri Bernardin de Saint-Pierre.
- 29 janvier : Johann Gottlieb Fichte (1762-1814), philosophe allemand et précepteur, défenseur d’une théorie idéaliste du réel et de l’action morale.